# كايل تايلور
كايل تايلور (بالإنجليزية: Kyle Taylor) هو لاعب كرة قدم بريطاني في مركز الوسط، ولد في 28 أغسطس 1999 في إنجلترا في المملكة المتحدة. لعب مع نادي بورنموث.

## وصلات خارجية
- كايل تايلور على موقع قاعدة بيانات كرة القدم.إي يو (الإنجليزية)
- كايل تايلور على موقع ليكيب (الفرنسية)
- كايل تايلور على موقع Soccerbase.com (لاعب) (الإنجليزية)